# Hicetia breviceps
Hicetia breviceps är en bönsyrseart som beskrevs av Carl Stål 1877. Hicetia breviceps ingår i släktet Hicetia och familjen Mantidae. Inga underarter finns listade i Catalogue of Life.